# Hymenoloma
Hymenoloma ist eine Gattung von Laubmoosen aus der Familie Oncophoraceae.

## Merkmale
Die Moose der Gattung wachsen in mehr oder weniger dichten Polstern. Die Blätter sind linealisch-lanzettlich bis pfriemenförmig, die Blattränder oft zweizellschichtig und flach oder eingebogen. Die Oberfläche der Blattzellen ist entweder glatt oder weist lamellenartige Auswüchse auf. Perichätialblätter sind gegenüber den anderen Blättern verschieden.

## Verbreitung
Die Gattung ist auf der Nordhalbkugel und von Südamerika bis zur Antarktis verbreitet.

## Systematik
Ein Teil der jetzigen Hymenoloma-Arten wurde in der Vergangenheit der Gattung Dicranoweisia zugerechnet und erst in neuerer Zeit nach der von Frey, Fischer & Stech vorliegenden Systematik in die Gattung Hymenoloma transferiert. So heißt zum Beispiel die im Alpenraum nicht seltene und bisher als Dicranoweisia crispula bekannte Art nunmehr Hymenoloma crispulum.

## Arten
Von den weltweit 22 Arten sind in Deutschland, Österreich und der Schweiz die folgenden Arten vertreten:
- Hymenoloma compactum
- Hymenoloma crispulum